# Peter M. Thouet

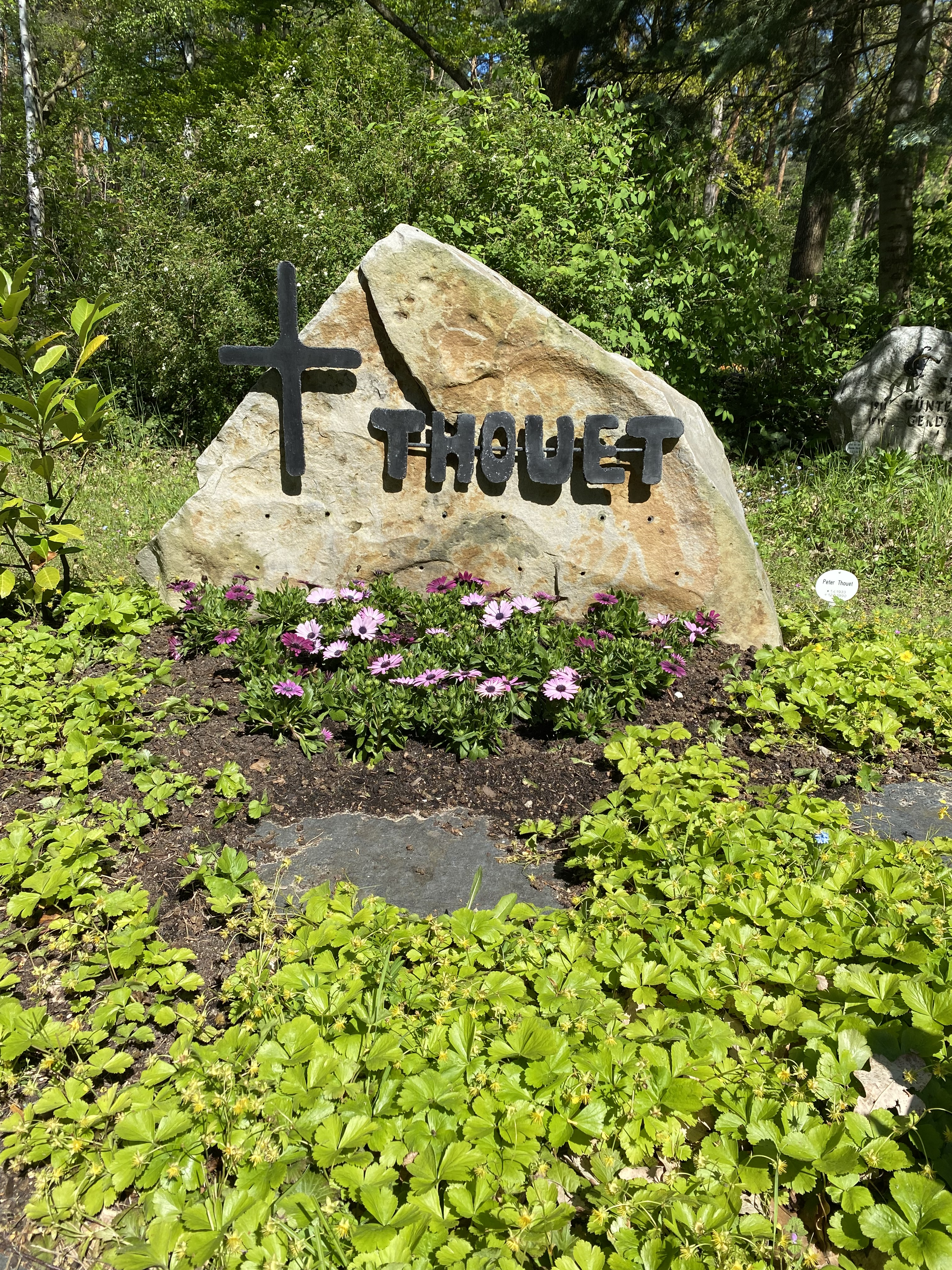
Grabstätte auf dem Waldfriedhof Zehlendorf

Peter M. Thouet (* 1. April 1933; † 12. Mai 1990 in Cannes, Frankreich) war ein deutscher Schriftsteller, Drehbuchautor und Regisseur.

## Wirken
Seit den 1960er Jahren arbeitete er für Fernsehproduktionen.
Thouet verfasste unzählige Drehbücher, so z. B. zu Fernsehserien wie Timm Thaler, Stationen, Schicht in Weiß und Lorentz und Söhne. Teilweise arbeitete er mit dem Drehbuchautor Justus Pfaue zusammen.
Er war mit dem Regisseur Frank Strecker befreundet, für den er auch den Roman und das Drehbuch zu der Fernsehserie Eine Klasse für sich schrieb.
Seine letzte Ruhestätte fand Thouet auf dem Berliner Waldfriedhof Zehlendorf.

## Filmografie (Auswahl)
- 1970: Ohrfeigen